# Joy Fieldingová
Joy Fieldingová (též Fielding, rozená Teppermanová; * 18. března 1945, Toronto, Ontario) je kanadská spisovatelka románů a herečka žijící v Torontu. V roce 1966 promovala na bakaláře na univerzitě v Torontu, obor anglická literatura. Ještě pod jménem Teppermanová prožila krátkou hereckou kariéru, během níž se objevila v komedii Winter Kept Us Warm (1965) a v jedné epizodě seriálu Gunsmoke. Během tohoto období se dostala i do Hollywoodu, nicméně odtamtud z rozčarování odjela. Později si změnila jméno podle anglického spisovatele Henryho Fieldinga a začala psát. Několik jejích románů bylo zfilmováno, za nejúspěšnější bývají považovány Jane utíká (See Jane Run) a Dej mamce pusu (Kiss Mommy Goodbye).
Sama Fieldingová v rozhovoru uvedla: „See Jane Run pravděpodobně zná nejvíce lidí. Bylo tam ale víc mezníků. Kiss Mommy Goodbye mě doopravdy usadila, See Jane Run mne posunula na další stupeň. Každá kniha se však prodává více pevných vazeb než předchozí, tudíž je těžké říci, která byla doopravdy nejúspěšnější, protože bych mohla říci: Na téhle jsem vydělala nejvíce peněz, téhle se prodalo nejvíce výtisků a tahle byla úspěšná v Německu. Takže obě jsou populární v jiném smyslu.“
Fieldingová je vdaná a má dvě dcery.

## Dílo
- Ztracená
- Až na dno
- Dámy z Grand Avenue
- Neúplná mozaika
- Dobré úmysly
- Dej mamce pusu
- Jane utíká
- Nic mi neprozrazuj
- Panenka
- Zachráníš mě ráno
- Trest života
- Poprvé
- Řekni, kde ji najdu
- Teď neplač
- Ta druhá
- Šepoty a lži